# Comunque vada sarà un successo
Comunque vada sarà un successo è il primo album in studio del rapper italiano Piotta, pubblicato nel 1998 dalla Antibemusic.
Nel disco collabora con il rapper calabrese Turi ed il disc jockey e beatmaker romano Squarta.

## Descrizione
Comunque vada sarà un successo rappresenta l'esordio ufficiale di Piotta dopo le collaborazioni con il Colle der Fomento, i suoi numerosi mixtape (da 1997: Fuga da Roma fino a La banda der trucido) o la colonna sonora del film Torino Boys. L'album raccoglie un ottimo successo di vendite a livello underground, tanto da portarlo al primo posto della classifica indie di Musica & dischi e una buona visibilità televisiva che apre a Piotta le porte del music business.
Il disco è stato successivamente ristampato nel 1999 con il titolo di Comunque vada sarà un successo '99 a causa del grande successo del singolo Supercafone, divenuto il tormentone dell'estate di quell'anno, anche grazie all'originale video con i Manetti Bros. alla regia.

## Tracce
1. Intro – 0:51
2. Dimmi qual è il nome (ft. Turi) – 3:09
3. Sotto sotto (ft. Turi) – 4:06
4. Ma quando!? – 5:10
5. Sì, sì (un pezzo maschio col fischio) (ft. Turi) – 3:32
6. La valigia – 4:15
7. Roma 2000 International (ft. Devon, EuroPiotta, Kobb D, Turi, Giaime, Lascars) – 4:12
8. A pranzo con Rocco (ft. Rocco Siffredi) – 1:45
9. Spingo io – 3:26
10. Comunque vada... (ft. Turi e Compari) – 4:18
11. Il meglio – 4:22
12. Regolare (ft. Giaime, Esa, Flaminio Maphia) – 5:01
13. Ciclico – 3:48
14. A cena dar Trucido – 1:27

Tracce bonus
1. Supercafone 1999
2. Ma quando!? (ft. Contempla a.k.a. Psyko Killa) (Radio Edit)

Tracce bonus nella riedizione del 1999
1. Supercafone '99 – 3:48
2. Incompatibile (ft. Cor Veleno) – 3:22
3. La valigia (Remix) (ft. Turi, Mino Reitano) – 4:23
4. Ma quando!? (Mega Live) (ft. Turi) – 3:23
5. Dimmi qual è il nome (Live) – 3:32